# Pemphigus echnochloapha
Pemphigus echnochloapha är en insektsart. Pemphigus echnochloapha ingår i släktet Pemphigus och familjen långrörsbladlöss. Inga underarter finns listade i Catalogue of Life.